# Macroxenodes bartschi
Macroxenodes bartschi är en mångfotingart som först beskrevs av Chamberlin 1922.  Macroxenodes bartschi ingår i släktet Macroxenodes och familjen penseldubbelfotingar. Inga underarter finns listade i Catalogue of Life.